# Eriocaulon linearifolium
Eriocaulon linearifolium är en gräsväxtart som beskrevs av Friedrich August Körnicke. Eriocaulon linearifolium ingår i släktet Eriocaulon och familjen Eriocaulaceae. Inga underarter finns listade i Catalogue of Life.